# Rasa de Sant Miquel (Reus)
|  | Aquest article tracta sobre el curs fluvial del municipi de Reus. Vegeu-ne altres significats a «Rasa de Sant Miquel». |

La Rasa de Sant Miquel és un curs fluvial al terme de Reus a la comarca catalana del Baix Camp.
Neix a la vora esquerra de la Riera de la Vidaleta, a uns 250 metres a l'est d'allà on hi ha fet cap la riera del Roquís, i a la mateixa distància al nord d'allà on el Camí Vell de la Selva travessa aquella riera. La Rasa fa de frontera entre la partida de Les Parellades i el terme d'Almoster, amb un recorregut d'uns sis-cents o set-cents metres.